# Subulitoidea
Subulitoidea is een uitgestorven superfamilie van weekdieren uit de klasse van de Gastropoda (slakken).

## Taxonomie
De volgende taxa zijn in de superfamilie ingedeeld:
- Familie  † Subulitidae Lindström, 1884
  - = Macrocheilidae White, 1877
  - = Bulimorphidae S. A. Miller, 1889
  - = Fusispiridae S. A. Miller, 1889
- Familie  † Ischnoptygmatidae Erwin, 1988